# Diego García de Paredes (1468-1533)
Diego García de Paredes y Torres (Trujillo, 30 de marzo de 1468-Bolonia, 15 de febrero de 1533), más conocido como el Sansón español o Sansón de Extremadura, fue un célebre militar español del Renacimiento, célebre por su extraordinaria fuerza física y sus múltiples hazañas.
Combatió como capitán de infantería en las guerras de Italia, norte de África y Navarra. Duelista invicto en numerosos lances de honor, fue capitán de la guardia personal del Papa Alejandro VI, condotiero al servicio del duque de Urbino y de la familia Colonna, coronel de infantería de los Reyes Católicos bajo el mando del Gran Capitán durante la conquista de Nápoles, cruzado del cardenal Francisco Jiménez de Cisneros, maestre de campo del Emperador Maximiliano I, coronel de la Liga Santa y Caballero de la Espuela Dorada al servicio de Carlos V.
Fue el soldado español más famoso de la época, admirado por sus contemporáneos como prototipo del valor, la fuerza y la gloria militar, y temido así mismo por su personalidad violenta y amor por la batalla.

## Origen familiar e infancia
Diego García de Paredes y Torres nació en Trujillo el 30 de marzo de 1468, hijo primogénito y legítimo de Sancho Ximénez de Paredes, descendiente del antiguo y noble linaje de los Delgadillo de Valladolid, y de su esposa doña Juana de Torres, noble dama trujillana del linaje de los Altamirano. En los primeros años de su infancia «criose al estruendo de las armas que veía ejercitar a su padre», infundiendo este ejercicio «tanta afición en el noble joven y tantos brios en las fuerzas, que con la edad cada día crecían», destacando desde sus inicios, pues se dice que «en sus tiernos años vencía a todos los de su edad». Además de practicar estos juegos físicos y militares, Diego García aprendió a leer y escribir en la tradición de las armas y las letras, algo inusual en la época para gente de bajo nacimiento. Creció idolatrando a Julio César, cuyos Comentarios a la guerra de las Galias eran su obra literaria preferida y le inspiraron a escribir algún día sus propias memorias, las cuales dedicó a su hijo menor.

## Carrera militar

### Guerra de Granada
La participación de Diego García de Paredes en esta guerra es bastante dudosa, principalmente por falta de datos fidedignos durante su primera juventud. El escritor y biógrafo Miguel Muñoz de San Pedro niega rotundamente en su obra cualquier intervención del extremeño en esta campaña, afirmando que permaneció en Trujillo al cuidado de su madre viuda y de sus hermanos más pequeños hasta 1496. Sin embargo, algunos autores aseguran que siguió a las tropas castellanas de Isabel la Católica a la guerra de Granada, participando desde 1485 hasta el asedio y toma final en 1492, convirtiéndose en uno de los paladines cristianos del final de la Reconquista; en el año 1485 se hallaría en la entrega de la ciudad de Ronda, una de las principales fortalezas del Reino de Granada y más tarde, en 1487, en la toma de la ciudad de Vélez-Málaga. El 20 de abril de 1491, los Reyes Católicos sitiaron la ciudad de Granada: el largo cerco duro ocho meses, hasta que el 2 de enero de 1492 cayó el último bastión musulmán en España. Este gran suceso impresionó a toda la Cristiandad y vino a consolar la caída de Constantinopla en 1453.

### Guardaespaldas de los Borgia y condottiero
La información fiable sobre la vida de Diego García de Paredes comienza en 1496, tras el fallecimiento en Trujillo de su madre, doña Juana de Torres. Libre de lazos familiares (Sancho de Paredes, el padre, había fallecido en 1481), su espíritu aventurero le llevó a la Italia del Renacimiento. Diego desembarcó en Nápoles a finales de ese mismo año, acompañado de su medio hermano por vía paterna, Álvaro de Paredes. Sin embargo, la guerra por el reino napolitano entre españoles y franceses había cesado recientemente, y ante la falta de jornal para subsistir, ambos hermanos viajaron a Roma para servir al Papa. Durante un breve periodo, por escasez de sueldo, se ganaron la vida junto a otros españoles buscando ventura de enemigos, duelos nocturnos en las calles y suburbios de Roma, tras los cuales despojaban a los oponentes de sus capas, la prenda de vestir más valiosa de la época, que luego vendían en el mercado clandestino de Nápoles.
Diego no quería llevar esta vida deshonrosa para un hidalgo, y decidió darse a conocer a un pariente suyo en la Curia Romana, el cardenal Bernardino de Carvajal, quien mejoró notablemente su situación social. El Papa Alejandro VI no necesitó demasiadas recomendaciones: durante uno de sus ratos de ocio en los alrededores del Vaticano, el Pontífice observaba a los españoles que estaban a su servicio practicar el juego de lanzar la barra, uno de los deportes de la época, cuando una comitiva papal de italianos recelosos provocó una disputa. Diego García, ayudado de sólo seis camaradas (entre los que se hallaba Gonzalo Pizarro padre) y armado solamente con la pesada barra de hierro, destrozó a todos sus rivales, que habían echado todos mano de las espadas, «matando cinco, hiriendo a diez, y dejando a los demás bien maltratados y fuera de combate». Alejandro VI, asombrado por el suceso, ordenó prender a los guardias y dejar en paz a los españoles, y antes bien contrató a García y a los suyos en su propia guardia. En ésta coincidió con otros capitanes españoles al servicio de los Borgia, como Ramiro de Lorca, Hugo de Moncada o Miquel Corella (Micheletto).
Como guardia Papal del Castillo Sant'Angelo, Paredes estuvo presente en Roma el 14 de junio de 1497, cuando el cadáver de Juan de Borja y Cattanei, hijo del Papa Alejandro VI, apareció cosido a puñaladas en las aguas del Tíber. Roma, convulsionada entonces por las profecías apocalípticas del monje Girolamo Savonarola, hervía de siniestros rumores, miedos y murmuraciones. Diego fue uno de los españoles que durante esas fechas estuvieron con los ánimos encendidos, prestos a empuñar sus enormes mandobles, buscando a los culpables de un crimen que ha quedado para siempre en el misterio. Ese mismo año, una facción de los nobles de Italia, encabezados por los Orsini (inducidos por el cardenal Juliano della Rovere), habían tomado las armas contra Alejandro VI. Su hijo César, emprendió la destrucción de aquellos tiranos, y concibió el gran proyecto de la unidad de Italia bajo el poder del Soberano Pontífice: gran ocasión para que García de Paredes emplease su denodado arrojo. Como capitán de los Borgia intervino en 1497 junto a las tropas españolas al mando del Gran Capitán, Gonzalo Fernández de Córdoba, en la captura del corsario vizcaíno Menaldo Guerra, que se había apoderado del puerto de Ostia bajo bandera francesa. Además, comandado por el propio hijo del Papa, César Borgia, García y los suyos participaron en la represión de una rebelión en Montefiascone, infiltrándose en la ciudadela local y arrancando García las argollas de hierro del portón con su proverbiales fuerzas para poder abrirla al resto de las tropas pontificias. Tras este éxito particular, el Papa nombró a Diego guardaespaldas en su escolta personal. También participó en la campaña contra los Barones de la Romaña: conquistas de Imola, diciembre de 1499, y Forlí, enero de 1500, defendida heroicamente por Catalina Sforza.
Por estas fechas, García se vio involucrado en uno de sus famosos lances de honor, produciéndose esta vez con un capitán italiano, llamado Césare el Romano, que reprochó al extremeño el haber gritado el nombre de España durante una batalla contra el duque de Urbino, enemigo de los Borgia. El duelo se celebró en Roma y acabó con la victoria de Diego, que no tuvo piedad y cortó la cabeza a su enemigo a pesar de sus súplicas, «no queriendo entenderle que se rendía». Sin embargo, el muerto debía ser personaje de importancia y el suceso produjo gran revuelo en la Santa Sede, trayendo como consecuencia el cese de García de Paredes en el mando de su Compañía y su posterior encarcelamiento. Sin embargo, Diego García logró fugarse, robando una alabarda y abatiendo a todos los guardias que intentaron detenerle, y se pasó al bando del propio duque, ayudándole a conservar sus posesiones. García mostró entonces sus dotes estratégicas con el duque al aconsejarle que mantuviese el campamento enemigo en guardia constante, obligándoles así a pedir refuerzos a los venecianos, para entonces García interceptar a los mensajeros, tomar mil hombres y acercarse haciéndose pasar por los refuerzos solicitados, de forma que se le permitió entrar como amigo en el campamento y una vez allí les derrotó fácilmente. Cuando los propios venecianos se aproximaron sin saber lo que había ocurrido, García les tendió una celada masiva con arcabuceros y acabó también con ellos.
Después de la guerra de la Romaña, durante un tiempo pasó a servir como condotiero a sueldo de la poderosa familia italiana de los Colonna, bajo las órdenes de Prospero Colonna, y a través de él se reintegró a las tropas españolas bajo el mando del Gran Capitán.

### Cefalonia
De nuevo bajo las banderas de España, Diego García de Paredes sirvió a las tropas del Gran Capitán en el asedio de Cefalonia, en Grecia, ciudad que había sido arrebatada recientemente por los turcos a la República de Venecia. Setecientos jenízaros defendían aquella fortaleza situada sobre una roca de áspera y difícil subida. Españoles y venecianos sufrieron cerca de dos meses todo género de penalidades en aquel sitio sin poder rendirla. Los turcos tenían entre sus armas ofensivas una máquina provista de garfios que los españoles llamaban «lobos», con los cuales aferraban a los soldados por la armadura y levantándolos en alto los estrellaban dejándolos caer, o bien, los atraían hacia la muralla para matarlos o cautivarlos. Diego García, como siempre en primera línea de combate, fue uno de los hombres que de esta manera fueron llevados al muro, donde le echaron los garfios, y tras luchar en fuerzas con el artilugio para no ser sacudido al suelo le subieron encima de la muralla. Paredes realizó entonces la primera de sus grandes gestas, coincidentemente consignada en las crónicas de su tiempo.
Conservando espada y rodela, puso pie sobre las almenas, y una vez abierto el artefacto quedó en libertad de acción para comenzar una lucha que parece increíble y es, sin embargo, completamente cierta: con una violencia desenfrenada empezó a matar a los turcos que se acercaban para derribarle, y ni la partida encargada de dar muerte a los prisioneros ni los refuerzos que llegaron pudieron rendirle; refuerzos y más refuerzos vinieron contra él, estrellándose ante la resistencia del hombre de energías asombrosas, a quien «parecía que le aumentaba las fuerzas la dificultad». Resistió heroicamente en el interior de la fortaleza haciendo «cosas tan dignas de memoria defendiéndose varonilmente que nunca le pudieron rendir»; los musulmanes, «que muertos muchos perdían la esperanza de sujetarle», solo le pudieron capturar cuando «la fatiga del cansancio y hambre, después de haberse defendido durante tres días, le rindió». Aquella lucha titánica fue algo sobrenatural, y ante semejante muestra de coraje los turcos respetaron su vida y le tomaron prisionero esperando obtener por su rescate mejores condiciones en caso de rendir Cefalonia. Restablecidas sus fuerzas, Diego esperó hasta que se inició el asalto final por parte de sus compañeros, momento que aprovechó para escapar de su prisión «a pesar de sus guardas» (Según la tradición popular, Diego arrancó las cadenas de su prisión, echó abajo las puertas del calabozo y arrebató el arma a los centinelas después de acabar con ellos; de una forma u otra, lo cierto es que no fue rescatado y consiguió liberarse de su propia mano) y colaboró en el ataque hasta que se tomó la fortaleza, haciendo «tal estrago en los turcos» que «despedazó tantos como el ejército había acabado».
Fue aquí, en las murallas de Cefalonia, donde comenzó realmente la leyenda de Diego García de Paredes: la pujanza de un hombre de fuerzas increíbles resistiendo tres días contra una guarnición de soldados turcos solo pudo encontrar semejanza en los relatos de las hazañas de Hércules y Sansón; con ellas lo ligó el comentario de la tropa, siendo conocido a partir de ese momento entre los soldados españoles como El Sansón de Extremadura, el gigante de fuerzas bíblicas, y por aliados y enemigos como El Hércules y Sansón de España.

### De nuevo al servicio del Papa
De vuelta a Sicilia, el ejército español quedó temporalmente inactivo. Acostumbrado a la inquieta vida guerrera, Diego García se incorporó de nuevo a los ejércitos del Papa a principios de 1501, pues César Borgia acababa de retomar su empresa de la Romaña. La aureola de héroe alcanzada en Cefalonia valió el olvido de lo pasado, y César le nombró coronel en su ejército, participando en las tomas de Rímini, Fosara, en los Apeninos, y Faenza, conquistas donde ganó nuevos laureles al servicio de los Borgia: «un hombre de armas español de los del Duque, varón de muy gran fortaleza y ánimo, al cual llamaban Diego García de Paredes...arremetió como un león denodado con su espada y lanzose en medio de las fuerzas de los enemigos dando voces...haciendo cosas dignas de eterna memoria». La campaña se cortó bruscamente, regresando Diego a Roma, donde César era requerido a causa del inesperado giro de los asuntos de Nápoles. Tras el cese de las hostilidades, se avenía mal el vigor, el ardor y el ansia de pelear que sentía Paredes en su pecho con la vida tranquila y acomodada de la Ciudad Eterna.

### La conquista de Nápoles: 1501-1504
A finales de 1501 comenzó la segunda guerra de Nápoles entre el rey Fernando el Católico y Luis XII de Francia por el dominio del Reino napolitano. Diego abandonó inmediatamente Roma para incorporarse a los ejércitos de España. En esta guerra, bajo las órdenes del Gran Capitán, alcanzó su apogeo como soldado, causando verdaderos estragos entre los franceses, quienes le «temían por hazañas y grandes cosas que hacía y acometía», y asombrando a sus contemporáneos con sus hechos de armas:

«De Diego García de Paredes ni palabras bastan para lo contar, ni razones para lo dar a entender. Traía una grande alabarda, que partía por medio al francés que una vez alcanzaba, y todos le dejaban desembarazado el camino...Daba voces a todos que pasasen al real de los franceses...A dos artilleros partió por medio Diego García hasta los dientes, de que el Marqués estaba espantado...y comenzó a huir en uno de los cincuenta caballos que de Mantua habían traído».

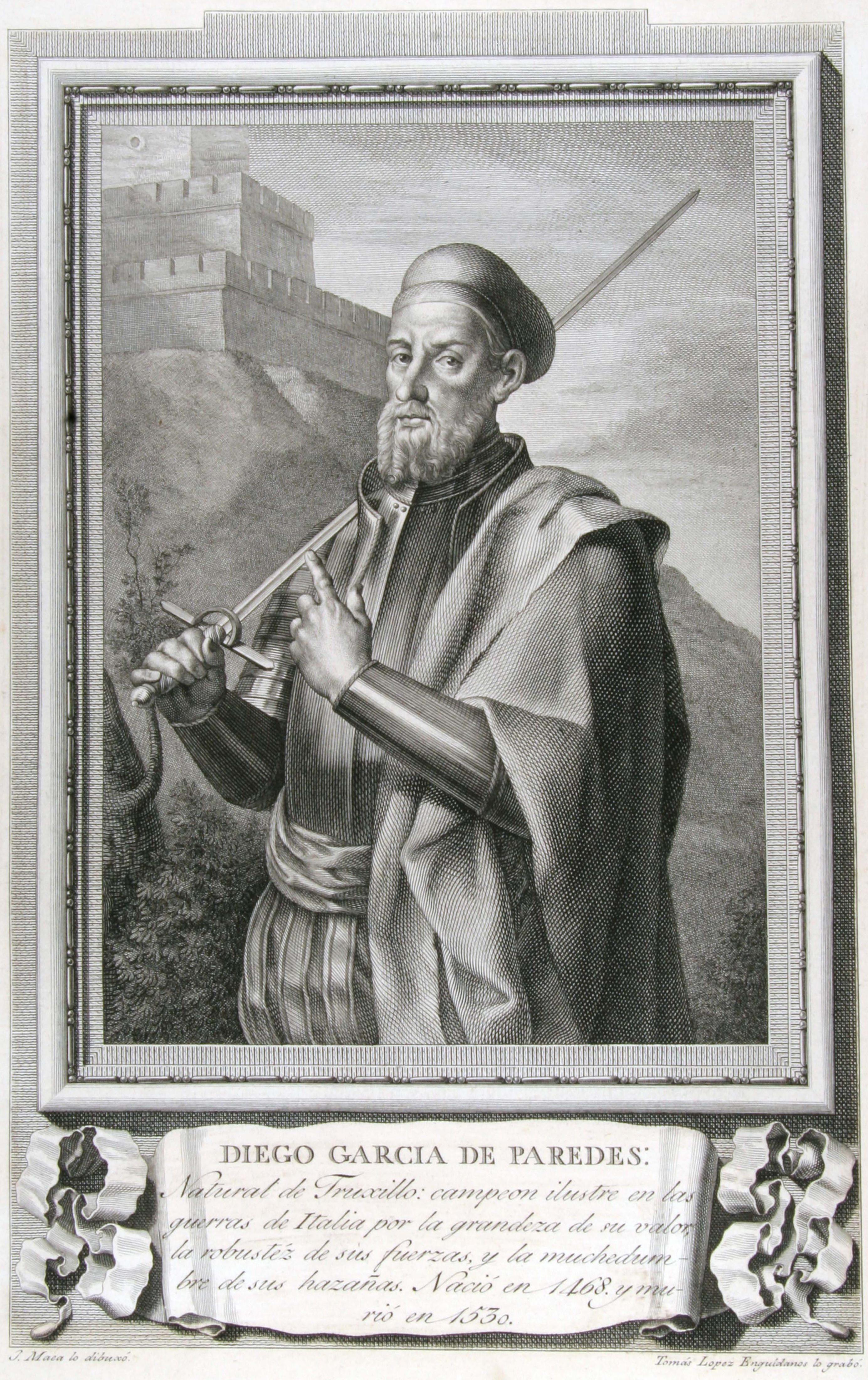
Retrato de Diego García de Paredes, grabado de Tomás López Enguídanos, 1791, a partir de un dibujo de José Maea.

El Sansón español se cubrió de gloria en los campos de Italia y luchó heroicamente en las memorables batallas de Ceriñola y Garellano en 1503. Durante una de las fases previas de esta última batalla, llevó a cabo la más célebre de sus hazañas bélicas, recogida por las crónicas de la historia e inmortalizada en su leyenda: «hecho tan verdadero, como al parecer increíble» que «acreditó tanto la fama de Diego García, que aún a la posteridad dejó la memoria de aquél tiempo». 
Paredes se sintió herido en el orgullo tras un reproche del Gran Capitán por una propuesta táctica del extremeño, y cegado por un arrebato de locura, presa de uno de sus famosos humores melancólicos, se dirigió con un montante a la entrada del puente del río Garellano, desafiando personalmente a un destacamento del ejército francés (la tradición cita 2000 hombres de armas, cifra aparentemente exagerada por la imaginación popular, pero aceptada tanto por José de Vargas Ponce) como por Miguel Muñoz de San Pedro.
García, blandiendo con rapidez y furia el descomunal acero, se abalanzó en solitario sobre sus enemigos y comenzó una espantosa matanza entre los franceses, que solamente podían acometerle mano a mano por la estrechez del paso, ahora repleto de cadáveres, incapaces de abatir al infatigable luchador español, firme e irreducible, sin dar un paso atrás ante la avalancha francesa. Las palabras del Gran Capitán le quemaban, generando en él esta locura heroica: «Con la espada de dos manos que tenía se metió entre ellos, y peleando como un bravo león, empezó de hacer tales pruebas de su persona, que nunca las hicieron mayores en su tiempo Héctor y Julio César, Alejandro Magno ni otros antiguos valerosos capitanes, pareciendo verdaderamente otro Horacio en su denuedo y animosidad». Ni franceses ni españoles daban crédito a sus ojos, comprobando como García de Paredes se enfrentaba en solitario al ejército enemigo, manejando con ambas manos su enorme montante y haciendo grandes destrozos entre los franceses, que se amontonaban y se empujaban unos a otros para atacarle, pero «como Diego García de Paredes estuviese tan encendido en ira...tenía voluntad de pasar el puente, a pelear de la otra parte con todo el campo francés, no mirando como toda la gente suya se retiraba, quedó él solo en el puente como valeroso capitán peleando con todo el cuerpo de franceses, pugnando con todo su poder de pasar adelante».
Acudieron algunos refuerzos españoles a sostenerle en aquel empeño irracional y se entabló una sangrienta escaramuza. Al fin, dejando grandes bajas ante la aplastante inferioridad numérica y el fuego de la artillería enemiga, los españoles se vieron obligados a retirarse, siendo el último Paredes, que tuvo que ser «amonestado de sus amigos, que mirase su notorio peligro».
«Por su fuerza y valor salió del poder de los franceses, que aquél día le pusieron en muy gran peligro la vida, y cierto nuestro Señor le quiso favorecer y guardar aquél día en particular... librándole Dios su persona de peligro»;«Túvose por género de milagro, que siendo tantos los golpes que dieron en Diego García de Paredes los enemigos...saliese sin lesión». Citan las Crónicas del Gran Capitán que «entre muertos a golpe de espada y abnegados en el río fueron aquél día más de quinientos franceses». La misma cifra de bajas maneja el historiador Tomás Tamayo de Vargas, quien afirma que Paredes «había satisfecho a la ira que le encendieron en su pecho las palabras del Gran Capitán con muerte de quinientos enemigos, que o cayeron a su montante, o en el río huyendo de sus manos».

«Ah Hercúleo Extremeño!...tus hazañas las publicará la fama por todo el mundo, mientras existan valientes, y sobre todo aquella del puente, cuando detuviste a un ejército entero, asombrará por siempre a los más célebres guerreros»

La fuerza, la destreza y la valentía de Diego García de Paredes, ya extraordinariamente admiradas, llegaron en estos momentos a cotas difíciles de igualar.

### Duelista invicto: el desafío de Barletta
«Era entonces el tiempo de los desafíos. La Europa, apenas salida de la barbarie, daba la reputación de más bravo a quien salía más veces vencedor en semejantes combates. ¿Quién en ellos pudiera medirse con Paredes, á quien el arnés más pesado no agobiaba más que una gala, y en cuyas manos era un juguete la maza más robusta?»

Diego García, que fue un hombre muy pendenciero y con un sentido del honor al límite, participó en numerosos duelos a lo largo de toda su vida, desde cuchilladas en reyertas de taberna con vulgares fanfarrones y matones hasta duelos concertados, extendidos bajo salvoconducto ante notario, frente a coroneles del ejército español, capitanes italianos o la élite del ejército francés (durante el encierro del ejército español en Barletta, ante la superioridad francesa en las Guerras de Nápoles, se estuvo batiendo en duelo durante sesenta días en liza abierta con caballeros franceses, que llegaron a esquivar las contiendas, a faltar a ellas o a responder que de ejército a ejército se verían en el campo de batalla); todos estos incidentes, que generalmente terminaban con la muerte de uno de los oponentes, tuvieron un vínculo en común: Diego García de Paredes jamás sufrió la afrenta de verse vencido, fue un consumado especialista en este tipo de lances, resultando imbatible para todos sus adversarios, como asegura, entre otros, el reconocido doctor cacereño Juan Sorapán de Rieros, quien afirma que Paredes sostuvo más de trescientos duelos sin ser derrotado:

«En desafíos particulares, con los más valientes de todas las naciones extrañas, mató sólo por su persona, en diversas veces más de trescientos hombres, sin jamás ser vencido, antes dio honra a toda la nación española»

De todos estos encuentros, tal vez, el más famoso fue el «desafío de Barletta», celebrado en septiembre de 1502, al originarse un torneo caballeresco que enfrentó a once caballeros franceses frente a once españoles, donde los principales paladines de los dos ejércitos defendieron el honor de su patria. Por aquellos días, Diego estaba convaleciente de unas heridas, pero el Gran Capitán fue a su cámara y le dijo que era uno de los elegidos para luchar contra los franceses. Paredes le hizo saber de su estado, pero Gonzalo le replicó que así como estaba participaría en el torneo. Diego García se incorporó, pidió sus armas y aceptó el reto. Un batallón de soldados venecianos guardaba el campo donde iban a lidiar los caballeros, y en cuyos alrededores se situaron los jueces, así como gran número de espectadores. Los paladines de Francia estaban capitaneados por el célebre caballero Pierre Terraill de Bayard.
Según las crónicas, la épica lucha duró más de cinco horas. De los españoles fue hecho prisionero Gonzalo de Aller, y de los franceses falleció un caballero a manos de Diego de Vera y otro fue rendido por Diego García de Paredes. Otros siete caballeros franceses fueron desmontados por sus rivales, pero se atrincheraron detrás de sus caballos muertos y los españoles no pudieron terminar de acometerlos, ya que sus propios caballos se espantaban del olor de la sangre de los animales muertos. En este punto, y con la noche encima, los franceses solicitaron detener la disputa, dando a los españoles por «buenos caballeros». A la mayoría de los españoles les pareció conveniente, igualmente fatigados por la interminable contienda y satisfechos al dejar su honor a salvo, ya que habían llevado la mejor parte durante la lucha y habían obtenido el reconocimiento del contrario. Sin embargo, Diego García de Paredes, quien solo concebía la victoria absoluta, no estaba conforme con esta resolución y sentenció que «de aquel lugar los había de sacar la muerte de los unos o de los otros». En una demostración más de sus fuerzas prodigiosas, «con muy grande enojo de ver cómo tanto tiempo les duraban aquellos vencidos franceses», con su caballo gravemente herido y viéndose con las manos desnudas tras romper la lanza y perder accidentalmente la espada, se dirigió a las enormes piedras con las que se había señalado el término del campo y empezó a arrojarlas brutalmente contra los caballeros franceses, ante el asombro de la multitud y de los propios jueces, que parecían rememorar «las luchas de los héroes en Homero y Virgilio, cuando rotas las lanzas y las espadas, acuden a herirse con aquellas enormes piedras, que el esfuerzo de muchos no podían mover de su sitio». A causa de este giro, los franceses «salieron del campo y los españoles se quedaron en él con la mayor parte de la victoria». Sin embargo, y a pesar de los esfuerzos de Paredes, los jueces del tribunal dictaminaron tablas, sentenciando que la victoria era incierta, de tal manera que a los españoles «les fue dado el nombre de valerosos y esforzados, y a los franceses por hombres de gran constancia».

### Regreso a España: ingratitud regia y rebeldía
El 11 de febrero de 1504 terminaba oficialmente la guerra en Italia con el Tratado de Lyon. Nápoles pasó a la corona de España y el Gran Capitán gobernó el reino napolitano como virrey con amplios poderes. Gonzalo quiso recompensar a los que le habían ayudado combatiendo a su lado y nombró a Diego García de Paredes marqués de Colonnetta (Italia). Tras el final de la guerra, Diego regresó a España como un auténtico héroe, aclamado por el pueblo allí por donde pasaba. Sin embargo, fue en su patria donde se encontró con la dura realidad: la ingratitud real. A pesar de que Fernando el Católico le había entregado el marquesado de Colonnetta, Diego García, a quien nadie compraba con títulos nobiliarios, fue uno de los más fervientes defensores de Gonzalo de Córdoba dentro de la atmósfera de intrigas en la Corte, y cuando todos evitaban su cercanía, ahora que parecía caer en desgracia, llegó a defenderle públicamente desafiando ante el mismísimo rey Católico a todo aquel que pusiera en entredicho la fidelidad del Gran Capitán al Monarca:
En cierta ocasión, mientras los nobles esperaban a que Fernando el Católico terminase sus oraciones, entró Paredes de forma súbita en la estancia, quien hincado de rodillas dijo: «Suplico a V.A. deje de rezar y me oiga delante de estos señores, caballeros y capitanes que aquí están y hasta que no acabe mi razonamiento no me interrumpa». Todos quedaron asombrados, expectantes ante la posible reacción del monarca por semejante osadía, pero Paredes prosiguió: «Yo, señor he sido informado que en esta sala están personas que han dicho a V.A. mal del Gran Capitán, en perjuicio de su honra. Yo digo así: que si hubiese persona que afirme o dijere que el Gran Capitán, ha jamás dicho ni hecho, ni le ha pasado por pensamiento hacer cosa en daño a vuestro servicio, que me batiré de mi persona a la suya y si fueren dos o tres, hasta cuatro, me batiré con todos cuatro, o uno a uno tras otro, a fe de Dios de tan mezquina intención contra la misma verdad y desde aquí los desafío, a todos o a cualquiera de ellos»; y remató su airado y desconcertante discurso arrojando su enorme guante en señal de desafío. Fernando el Católico por toda respuesta le dijo: «Esperad señor que poco me falta para acabar de rezar lo que soy obligado». El rey permaneció unos instantes en silencio, dando lugar a que los difamadores dieran un paso al frente y defendieran su honor desmintiendo las acusaciones de Paredes. Sin embargo, ninguno de los presentes se arriesgó a enfrentarse al Sansón de Extremadura, y antes bien se posicionaron al lado de Paredes incluso los rivales políticos del Gran Capitán, Prospero Colonna y Bartolomeo d'Alviano. Después de concluir sus oraciones, el monarca se acercó a Paredes y colocando sus manos sobre los hombros de Diego, le dijo: «Bien se yo que donde vos estuviéredes y el Gran Capitán, vuestro señor, que tendré yo seguras las espaldas. Tomad vuestro chapeo, pues habéis hecho el deber que los amigos de vuestra calidad suelen hacer»; y Fernando el Católico, solo él, porque nadie se atrevió a tocarlo, hizo entrega a Paredes del guante arrojado en señal de desafío. Cuando el incidente llegó a oídos del Gran Capitán, este desaprobó el atrevimiento de Paredes pero selló una amistad inquebrantable con aquel que le había defendido públicamente.
En 1507, para satisfacer a los nobles, Fernando el Católico le despojó del marquesado de Colonnetta. Este hecho, unido a las envidias e injusticias contra aquellos que habían derramado su sangre por la Corona en la Guerra de Italia, llevó a Diego a perder definitivamente la fe en su rey y entró en un periodo de rebeldía. Se sentía extraño en España y le era preciso desahogar el espíritu entre soledades absolutas y horizontes infinitos. Escogiendo a antiguos camaradas hizo armar carabelas en Sicilia, financiado por Juan de Lanuza, se lanzó a la aventura en el mar y ejerció durante un tiempo la piratería a lo largo y ancho del Mediterráneo: «púsose como corsario a ropa de todo navegante: y comenzaron a hacer mucho daño en las costa del reino de Nápoles, y de Sicilia: y después pasaron a Levante: y hubo muy grandes, y notables presas de cristianos, e infieles». Paredes fue proscrito en España y llegó a ponerse precio a su cabeza, siendo perseguido por las galeras Reales estuvo a punto de ser capturado en Cerdeña. Sus acertadas correrías llegaron a ser conocidas y temidas, siendo sus principales presas berberiscos y franceses. Durante su fuga rebelde engendrada por la ingratitud regia, Diego García de Paredes vivió libre y dueño de sus actos la vida aventurera en el mar, en busca de un olvido que serenase su espíritu indomable.

### Cruzado, Maestre de Campo y Coronel de la Liga Santa
El sueño aventurero de independencia no podía durar mucho, y a finales de 1508 el ejército de España se preparaba para una gran empresa histórica: la conquista del norte de África. Tras la Jornada de Mazalquivir (1505), en la que Diego ya había participado, el cardenal Cisneros soñaba con proseguir la cruzada contra el islam en África, alcanzar Jerusalén y recuperar los Santos Lugares. Fernando el Católico compartía el mismo sueño, y ambos sentaron las bases de esta cruzada con las Capitulaciones de Alcalá de Henares, firmadas el 11 de julio de 1508, por las que se disponía la conquista de Orán. Ahora como un simple soldado de Cristo, tras recibir el perdón del rey Católico, Paredes tomó parte en la Cruzada de Cisneros en tierras africanas, participando en 1509 en el asedio de Orán.
De regreso a Italia, un elemento del valor y la fama de Paredes no podía pasar desapercibido a los ojos del Emperador de Alemania, que desde la Liga de Cambrai buscaba reunir un ejército para intervenir en Italia por las posesiones de la República de Venecia, e ingresó en las fuerzas Imperiales de Maximiliano I como Maestre de Campo de la infantería española. Sin embargo, la invasión fue rechazada y la empresa no llegó a rematarse (Sitio de Padua), aunque sirvió para que el capitán español lograra nuevos laureles heroicos ganando Ponte di Brentaera, el castillo de Este, la fortaleza de Monselices y cubriendo la retirada del ejército Imperial. En 1510 marchó de nuevo a África con el ejército español y participó bajo las órdenes de Pedro Navarro en los asedios de Bugía y Trípoli, además de lograr el vasallaje a la Corona de Argel y Túnez. Regresó a Italia, incorporándose nuevamente al ejército del Emperador, y defendió heroicamente Verona, desahuciada por las fuerzas Imperiales. El Sansón de España era ya una leyenda viva en toda Europa y fue nombrado Coronel de la Liga Santa al servicio del Papa Julio II, y luchó en 1512 en la desgraciada batalla de Rávena, donde murió su hermano, Álvaro de Paredes (la infantería española, comandada por Diego y el coronel Cristóbal Zamudio, logró retirarse con honra en medio de la masacre).
Fue capturado más tarde en una multitudinaria emboscada en la que recibió no menos de tres heridas de arcabuz, pero al ser conducido por un puente, García se arrojó al agua con los cuatro caballeros que eran necesarios para asirle, ahogándose ellos y escapando él a nado, y pudo recorrer a pie las seis millas que le separaban del campamento aliado de los Colonna. Dos meses de tregua después, un coronel español, Bartolomé Palomino, le acusó de haber perdido demasiados hombres en aquella operación, por lo que García no tardó en improvisar otro de sus famosos duelos de honor. Palomino logró herirle en un antebrazo, pero García de un tajo le amputó el suyo, y aunque el coronel tuvo el arrojo de retomar la espada con la mano restante, García lo abatió y lo habría decapitado de no ser por la intervención de los jueces.
El año siguiente participó en un desafío caballeresco de doce a doce similar al llevado a cabo en Barletta, que incluía a Gonzalo Pizarro y un Alvarado (probablemente pariente del futuro conquistador Pedro de Alvarado) en el lado español, junto con varios italianos. El bando de García obtuvo la victoria sobre los franceses, con el propio Sansón Extremeño abatiendo a dos oponentes, a sazón hermanos, dando situación a que un tercer hermano le retara a duelo en venganza cuando la batalla campal hubo terminado. Correspondiéndole a García elegir las armas para el nuevo duelo, escogió dos enormes mazas de hierro que traía consigo, tan pesadas que, dándose cuenta el francés que no podía levantar apenas la suya, la tiró, echó mano a su espada y alcanzó a herir traicioneramente al español en la cadera. García, cuya fuerza le permitía manejar su maza sin ninguna dificultad, ignoró la herida y aporreó al francés en la cabeza, matándolo en el acto. Meros días después fue la batalla de Vicenza o Creazzo, donde quedó aniquilado el ejército de la República de Venecia ante las fuerzas españolas e italianas comandadas por Prospero Colonna.
En la enumeración de las proezas que los capitanes españoles hicieron en esta memorable jornada, a Diego García de Paredes le correspondieron estos épicos elogios por parte del poeta y dramaturgo contemporáneo Bartolomé Torres Naharro:

Mas venía
tras aquél, con gran porfía,
los ojos encarnizados,
el león Diego García,
la prima de los soldados;
porque luego
comenzó tan sin sosiego
y atales golpes mandaba,
que salía el vivo fuego
de las armas que encontraba;
tal salió,
que por doquier que pasó
quitando a muchos la vida,
toda la tierra quedó
de roja sangre teñida.

### Coronel de Carlos V y muerte
En el invierno de 1520 peregrinó a Santiago de Compostela en la escolta del Emperador Carlos V, permaneció en Trujillo durante la Guerra de las Comunidades y a mediados de 1521 se incorporó al ejército de España en la Guerra de Navarra. En este conflicto destacó en las batallas de Pamplona, Noáin («En este triunfo, sucedido a último de Junio, fue la parte mayor aquél invencible Extremeño Diego García de Paredes; cuyo nombre excede cualquier elogio»), y San Marcial, así como en los asedios al Castillo de Maya y Fuenterrabía.
Posteriormente, acompañó al «César» en sus primeras campañas como coronel de los ejércitos Imperiales en Italia, y según hace referencia Luis Zapata de Chaves en su obra «Carlo Famoso» (1556), combatió en la célebre Batalla de Pavía:

Pues no creo que nadie hay que no lo viese,
lo que en Pavía yo obré, pues en sus llanos,
están lagos de sangre de mis manos

 Aunque su participación en esta batalla es bastante dudosa y probablemente cuando tenía lugar la memorable acción, el 24 de febrero de 1525, Paredes resistía valientemente los ataques franceses al Reino de Nápoles, maniobra estratégica que trataba de dividir los ejércitos imperiales concentrados en Pavía. Según esta misma obra, de variedad histórica y literaria, Carlos V pidió a Paredes que formara parte de la guardia que escoltó a Francisco I, preso en España tras la batalla de Pavía, de vuelta a Francia. Sin embargo, este hecho no se conserva en documento histórico alguno. 
De regreso a Extremadura, el veterano héroe sintió una profunda soledad tras su fracaso matrimonial (se había casado en 1517 con la noble trujillana María de Sotomayor) y vivió en paz desde 1526 hasta 1529, cuando abandonó definitivamente Trujillo y viajó por toda Europa en el séquito Imperial de Carlos V, gran admirador del legendario guerrero, quien le nombró Caballero de la Espuela Dorada, sirviendo al emperador en Alemania, Flandes, Austria (segundo sitio de Viena, asediada por Solimán el Magnífico en 1532, donde las tropas imperiales no llegaron a entrar en acción ante la retirada de los turcos) y finalmente Hungría.
En el año santo de 1533, tras regresar de hacer frente a los turcos en el Danubio, asistió a la reunión oficial del Emperador Carlos V y el Papa Clemente VII en Bolonia, donde, triste ironía del destino, aquel héroe invicto que burló la muerte bajo mil formas, las más terribles y violentas, durante quince batallas campales, diecisiete asedios e innumerables duelos, que fue asombro y terror de su edad, cuya fuerza no tiene parangón en la historia de la humanidad, falleciera a consecuencia de las heridas recibidas al caer malamente en un juego con unos cadetes, el de tirar una paja en una pared apoyando un pie en el muro y pateando con el otro. Antes de fallecer, conocedor de que su final estaba cerca tras la fatal caída, «parece que le place a Dios que por una liviana ocasión se acaben mis días», dejó escritas sus memorias: «Breve suma de la vida y hechos de Diego García de Paredes». Cuando lavaron el cadáver antes de ponerlo en el sepulcro, se le halló todo cubierto de cicatrices, consecuencia natural de más de cuarenta años de activa vida militar dedicada al oficio de las armas. Durante su funeral en Bolonia, los soldados «le llevaron en hombros de todos, deseando cada uno hacerle estatuas con su imitación». Los restos del Sansón de Extremadura fueron repatriados a España en 1545 y enterrados en la Santa María la Mayor de Trujillo, donde permanecen en la actualidad.

## Descendencia
Tuvo dos hijos: Sancho de Paredes (n.1518), hijo legítimo de Diego y de su esposa María de Sotomayor, y Diego García de Paredes (n.1506), hijo natural, que participó en la conquista del Nuevo Mundo y fundó la ciudad de Trujillo en Venezuela, nacido de los amoríos del Sansón y la noble trujillana Mencía de Vargas. A Diego le crio igualmente a pesar de no ser legítimo, y las fuentes dicen que padre e hijo fueron muy temidos en toda la comarca de Trujillo.
El matirmonio con Sotomayor no fue feliz, y esto ocasionó que en 1518, estando embarazada de Sancho, se refugiara en el castillo de su hermano Juan de Orellana en Orellana la Vieja, acusando al soldado de lesionar con las armas a su otro hijo Diego, de mantenerla enclaustrada y de haberle "dado hechizos e procurado de saber contra ella cosas non devidas". Por su parte, el Sansón se mostró conciliador, pero más tarde acusó a Orellana que haber secuestrado a María, con lo que el caso llegó a manos del Consejo Real, si bien sólo para suspenderse más tarde por causas de guerra. Las acusaciones contra Paredes presentan inconsistencias y hacen sospechar de su veracidad, aunque es manifiesto que Paredes no era un hombre familiar ni apacible, al que sólo el Gran Capitán había sabido amansar.
Sancho más tarde mandó erigir una capilla a su padre en la Iglesia de Santa María la Mayor, mientras que Diego hizo colocar en ellas banderas originalmente ganadas por el Sansón de Extremadura.

## Retrato
La naturaleza dotó a Diego de un físico hercúleo y cualidades innatas para el ejercicio de las armas. Su extraordinaria fuerza se complementó con la prodigiosa elasticidad de todos sus músculos: no era el gigante pesado, adiposo, patológico, sino el atleta fuerte, corpulento, proporcionado y enjuto. El autor italiano Massimo D'Azeglio nos hace esta descripción tan acertada de Diego García de Paredes en su novela Héctor Fieramosca (1833):

El español, el hombre más audaz y forzudo de todo el ejército, y acaso de toda Europa, producía la impresión de que la naturaleza, al formarlo, había querido mostrar en él el tipo de hombre de armas, en las cuales tanto más grande era el éxito cuanto mayores la robustez y la fuerza muscular. Su estatura aventajaba en mucho a la de sus compañeros, y en un temperamento como el suyo, de acción incesante, el ejercicio había enjugado sus carnes de toda grasa, dando a sus músculos un tal desarrollo, que su pecho, su espalda y la complexión toda de sus miembros semejaban la de un coloso de la antigua estatutaria, de formas atléticas y bellísimas a un mismo tiempo. El cuello, grueso como el de un toro, sostenía una cabeza pequeña y engallada, coronada en lo alto de la nuca por un penacho de cabellos crespos; su rostro, viril y de expresión firme y decidida, pero sin sombra de jactancia ni de altanería. No faltaba a su aspecto cierta gracia natural, y en sus ojos se leía a las claras la simplicidad de un espíritu leal y lleno de nobleza.

Así fue en realidad Diego García de Paredes: un hombre apuesto, de talla gigantesca y fuerzas descomunales, un atleta formado expresamente para la guerra que «alcanzó una fuerza tan singular, que no se halla otro exemplar en la Historia». Sus contemporáneos le tuvieron por un nuevo Sansón, y a lo largo de toda su vida ostentó, además de la fama de valiente, la de hombre de grandes fuerzas y agilidad, así como las virtudes que adornaban a todo buen caballero: devoto cristiano, generoso, cortés, honesto, sincero y leal sin limitaciones. El autor anónimo de la Crónica del Gran Capitán, quien conoció a Paredes en vida, llega a decir que de él «que era el hombre de más verdad de cuantos yo traté». Sin embargo, Diego tenía un temperamento volcánico, y en ocasiones sentía tan irresistible vigor dentro de sí mismo que se veía atacado de un humor melancólico, una especie de fiebre durante la cual destrozaba y hacía pedazos cuanto se le ponía por delante, volviéndose extremadamente violento e intratable: «...un humor melancólico que le tomaba muchas veces y venía a salir sí,...le tomaba un género de locura...y tenía el dicho García de Paredes por costumbre dar de puñadas a los que estaban más cerca de sí como hacen los furiosos». Algunos de sus compañeros de armas llegaron a pensar que estaba realmente loco, juzgándole en multitud de ocasiones de temerario, pero la historia demuestra que era un hombre completamente equilibrado, que tenía un fuerte carácter irascible, y dada su energía arrolladora, éste se volvía desorbitado: «García de Paredes se enfurecía tanto, que parecía frenético, y le notaban de loco». A pesar de este carácter irascible, las crónicas de su tiempo nos dicen que «fuera de este humor era el hombre del mundo más manso, más cortés y bien criado». Existen testimonios de elocuentes intervenciones del extremeño ante sus tropas, de su habilidad táctica e incluso de su aceptable nivel cultural: en el inventario extendido a su muerte en Bolonia figuran varios papeles y memorias «escritos de manos de él», varios documentos legales, fundamentalmente privilegios avalando sus hazañas y libros, entre ellos «La Biblia», «un libro y horas de rezar» o «Los Comentarios de Julio César». Todo esto demuestra que fue un hombre educado, que leía y escribía regularmente, y que estaba al tanto de las corrientes intelectuales de su tiempo.

### Testimonio de su época
Las exageraciones del valor de los soldados tienen bastante en común con el tópico literario del miles gloriosus o "soldado fanfarrón", y los españoles eran tenidos por este motivo por exagerados, hasta el punto que Pierre de Bourdeille escribió un libro contemporáneo sobre sus fanfarronadas, tanto y más que esas hipérboles de los méritos propios eran conocidas como rodomontadas, un género jocoso literario cortesano bastante frecuente en la época: Lope de Vega se hace lenguas de él en su comedia La contienda de García de Paredes y el capitán Juan de Urbina.
Por eso deslindar cuanto de verdadero y cuánto de leyenda hay en la historia de García de Paredes debe emprenderse con cierto escepticismo. Es de gran importancia el juicio emitido por sus contemporáneos fuera de estos contextos meramente cortesanos y literarios, especialmente quienes lo conocieron en vida o manejaron información de primera mano a través de testigos de la época y crónicas de su tiempo. Estas son algunas pinceladas históricas de autores del siglo XVI y principios del XVII, cuando el recuerdo del extremeño estaba aún muy vivo:
Ambrosio de Morales (1513-1591), humanista e historiador:

«...hombre de tan grande ánimo y tan terribles fuerzas que no se puede bien juzgar cuál era mayor, su esfuerzo en acometer grandes hechos ó la fuerza y vigor en acabarlos» 

Gonzalo Fernández de Oviedo (1478-1557), escritor y cronista:

«...porque le vi, e hablé, e conocí muy bien...fue en nuestros tiempos uno de los valientes caballeros por su persona, a pie y a caballo, que hubo en toda Europa, entre los cristianos...Era de grandes fuerças, e muy diestro en toda manera de armas, e muy venturoso en el exercicio dellas...era muy estimado e famoso milite»

Luis Zapata de Chaves (1526-1598), escritor español:

«...el famoso Diego García de Paredes, Héctor ó Aquiles de España»

«...valentísimo caballero y de grandísimas fuerzas»

Jerónimo Jiménez de Urrea (1510-1573), militar y escritor:

«Del que vence por la pura fuerza del brazo, digno es de mucha honra. Mirad cuánta ganó en las guerras Diego García de Paredes por aquellos golpes desmesurados que daba»

Carlos V, privilegio concedido en 1530 a Diego García de Paredes alabando sus hazañas:

«...ilustres hazañas vuestras que con vuestro sumo valor habéis hecho, así en España, como en Italia, mostrándoos tal en todas las batallas y rompimientos que habéis sido espanto y asombro de vuestros enemigos, y amparo y defensa de los nuestros»

Jerónimo Zurita (1512-1580), historiador español:

«El muy esforzado caballero, y extrañamente valiente Diego García de Paredes...fue el que siempre se adelantó entre todos de tan animoso, y esforzado, que se conoció en él que nunca supo temer: y después por los notables hechos de su persona, fue estimado su nombre, y conocido en toda Italia, y en la mayor parte de Europa»

Fernando de Herrera (1534-1597), escritor español del Siglo de Oro:

«¿Quién puede esperar comparación con las robustas i terribles fuerzas i ánimo nunca espantado i siempre sin algún temor de Diego García de Paredes?»

Bernal Díaz del Castillo (1496-1584), cronista de Indias:

«...aquel valiente, nunca vencido caballero Diego García de Paredes»

Francisco Diego de Sayas (1598-1678), historiador español:  

«...el invencible Diego García de Paredes...el osadísimo y fuerte brazo de aquel Hércules extremeño...»

Tomás Tamayo de Vargas (1589-1641), historiador, bibliógrafo, polígrafo y erudito español:

«Nacido solo para el espanto de sus siglos en los combates particulares, en las temeridades,...en la venganza de todas las injurias, en la infatigabilidad del cuerpo, y en el ánimo, que jamás tuvo pavor»

### Héroe de leyenda: del hombre al mito
Diego García de Paredes fue un héroe a un tiempo histórico y legendario, mitificado por el pueblo y enormemente conocido en la España del Siglo de Oro a causa de sus hechos reales. En este proceso de exaltación del héroe, las hazañas que tenemos sobre Paredes se caracterizan por mezclar realidad y fantasía, pues la figura de este trujillano pertenece tanto a la historia como a la tradición escrita y oral. En este sentido, de su fuerza hercúlea hay multitud de anécdotas: 
Se dice que durante uno de sus galanteos nocturnos arrancó la reja que le molestaba mientras cortejaba a una dama, y para no ensuciar su nombre, seguidamente arrancó todas las demás rejas de la calle, ocultando así la identidad de la joven a la mañana siguiente; cuentan también que arrancó de cuajo la pila de agua bendita de la Iglesia de Santa María la Mayor de Trujillo y se la llevó a su madre enferma para que se santiguase, (esta pila aún se conserva a los pies del templo y asombra por su gran tamaño a todos los visitantes); dicen que detenía con sus manos la rueda de un molino girando a toda velocidad, otras veces detenía con una sola mano la marcha de una carreta de bueyes, y que habitualmente y sin mayor dificultad trasladaba enormes bloques de piedra granítica. 
Estas historias nos resultan increíbles, la más elemental y pura lógica nos lleva a rechazarlas; sin embargo, las pruebas indudables que dio García de Paredes, recogidas por la más veraz historia, de su arrolladora potencia muscular, nos abren una interrogante dubitativa que concede margen a la posibilidad de un fondo verdadero indudable; de la misma manera, disponemos de documentos históricos totalmente serios que nos cuentan hazañas de García de Paredes, tanto verosímiles como increíbles.
Nadie en vida fue capaz de vencer al Sansón de Extremadura y la memoria de sus hazañas, que en su tiempo asombraron al mundo, se mantuvieron en las mentes y conversaciones de las tropas españolas. No hay duda de que la leyenda de sus hazañas increíbles le cubrió siempre con un inmenso escudo de respeto entre sus enemigos: tales fueron la admiración, el temor y la desesperación que Diego García de Paredes despertó entre sus rivales que llegó a ganar duelos sin necesidad de batirse, como en el caso de Gaspard I de Coligny, futuro Mariscal de Francia, quien se comprometió ante sus camaradas en lidiar con Paredes tras un desaire, pero no tuvo valor para presentarse a la liza donde le esperaba el campeón español, declarado ganador por los jueces. Coligny prefirió perder la honra y conservar la vida.
La fama de Diego García de Paredes no se detuvo a su muerte, y mucho tiempo después su nombre seguía siendo sinónimo de fuerza y valentía. Miguel de Cervantes inmortalizó sus hazañas en su obra universal, El Quijote:

Un Viriato tuvo Lusitania; un César Roma; un Aníbal Cartago; un Alejandro Grecia; un Conde Fernán González Castilla; un Cid Valencia; un Gonzalo Fernández Andalucía; un Diego García de Paredes Extremadura...

Y este Diego García de Paredes fue un principal caballero, natural de la ciudad de Trujillo, en Extremadura, valentísimo soldado, y de tantas fuerzas naturales, que detenía con un dedo una rueda de molino en la mitad de su furia, y puesto con un montante en la entrada de un puente, detuvo a todo un innumerable ejército que no pasase por ella, e hizo otras tales cosas, que si como él las cuenta y escribe él asimismo con la modestia de caballero y de cronista propio, las escribiera otro libre desapasionado, pusieran en olvido las de los Héctores, Aquiles y Roldanes.

No había tierra en todo el orbe que no hubiese visto, ni batalla donde no se hubiese hallado; había muerto más moros que tiene Marruecos y Túnez, y entrado en más singulares desafíos, según él decía, que Gante y Luna, Diego García de Paredes y otros mil que nombraba...

La figura heroica de Diego García de Paredes no necesita de la exageración para ser admirado como personaje de renombre universal dentro de la historia. «Increíbles parecerían los hechos de este capitán, verdadero tipo del soldado español, fuerte en la batalla, áspero en su trato, desdeñoso con los cortesanos, si no estuviesen consignados en las crónicas é historias de aquella época». Su sepulcro de Santa María la Mayor, en Trujillo, tiene un largo epitafio en latín, grabado en letras capitales, cuya traducción es la siguiente:

A Diego García de Paredes, noble español, coronel de los ejércitos del emperador Carlos V, el cual desde su primera edad se ejercitó siempre honesto en la milicia y en los campamentos con gran reputación e integridad; no se reconoció segundo en fortaleza, grandeza de ánimo ni en hechos gloriosos; venció muchas veces a sus enemigos en singular batalla y jamás él lo fue de ninguno, no encontró igual y vivió siempre del mismo tenor como esforzado y excelente capitán. Murió este varón, religiosísimo y cristianísimo, al volver lleno de gloria de la guerra contra los turcos en Bolonia, en las calendas de febrero, a los sesenta y cuatro años de edad. Esteban Gabriel, Cardenal Baronio, puso este laude piadosamente dedicado al meritísimo amigo el año 1533, y sus huesos los extrajo el Padre Ramírez de Mesa, de orden del señor Sancho de Paredes, hijo del dicho Diego García, en día 3 de las calendas de octubre, y los colocó fielmente en este lugar en 1545.